# Clavicoccus
Genre
Clavicoccus est un genre d'insectes de la famille des Pseudococcidae.
Il comprend les espèces suivantes :
- Clavicoccus erinaceus Ferris, 1948
- Clavicoccus tribulus Ferris, 1948

## Source de la traduction
- (en) Cet article est partiellement ou en totalité issu de l’article de Wikipédia en anglais intitulé « Clavicoccus » (voir la liste des auteurs).